# Letnie Mistrzostwa Estonii w Skokach Narciarskich 2022
Letnie Mistrzostwa Estonii w Skokach Narciarskich 2022 – zawody w skokach narciarskich mające wyłonić najlepszych skoczków i skoczkinie narciarskie w Estonii w sezonie letnim 2022.
Zawody odbyły się 8 października 2022 w Otepää, a w ich programie znalazł się konkurs indywidualny kobiet oraz mężczyzn na skoczni normalnej, w których zwyciężyli Annemarii Bendi i Artti Aigro.

## Wyniki

### Skocznia normalna – HS97 (8.10.2022)

#### Kobiety
Źródło:
| Miejsce | Zawodniczka     | I seria | II seria | Punkty |
| ------- | --------------- | ------- | -------- | ------ |
| 1.      | Annemarii Bendi | 78,0 m  | 80,0 m   | 165,5  |

#### Mężczyźni
Źródło:
| Miejsce | Miejsce | Zawodnik            | I seria | II seria | Punkty |
| ME      | Open    | Zawodnik            | I seria | II seria | Punkty |
| ------- | ------- | ------------------- | ------- | -------- | ------ |
| 1.      | 1.      | Artti Aigro         | 97,0 m  | 99,0 m   | 260,5  |
| 2.      | 2.      | Kevin Maltsev       | 81,0 m  | 91,5 m   | 207,5  |
| 3.      | 3.      | Martti Nõmme        | 84,0 m  | 87,5 m   | 203,0  |
| 4.      | 4.      | Markkus Alter       | 81,5 m  | 84,5 m   | 189,5  |
| 5.      | 5.      | Kaimar Vagul        | 85,0 m  | 73,0 m   | 168,5  |
| 6.      | 6.      | Andero Kapp         | 81,5 m  | 70,0 m   | 155,5  |
| 7.      | 7.      | Markus Kägu         | 71,0 m  | 77,0 m   | 144,5  |
| 8.      | 8.      | Karel Rammo         | 74,0 m  | 70,0 m   | 138,5  |
| –       | 9.      | Markuss Vinogradovs | 70,0 m  | 64,0 m   | 112,0  |
| 9.      | 10.     | Ruubert Teder       | 66,0 m  | 54,0 m   | 89,0   |
| 10.     | 11.     | Hanno-Henri Reidolf | 65,0 m  | 54,0 m   | 82,0   |
| 11.     | 12.     | Fred Gustavson      | 51,5 m  | 51,5 m   | 49,0   |
| 12.     | 13.     | Richard Viks        | 50,0 m  | 49,0 m   | 36,0   |
| –       | 14.     | Jakub Mirowski      | 46,0 m  | 47,0 m   | 23,0   |
| 13.     | 15.     | Matias Aarna        | 54,5 m  | 47,0 m   | 20,5   |
| –       | 16.     | Markuss Broks       | 25,0 m  | 30,0 m   | -55,5  |
| –       | –       | Karel Pastarus      | DNS     | DNS      | –      |